# Kilberry (comté de Kildare)
Kilberry (en irlandais :Cill Bhearaigh) est un village du comté de Kildare, en Irlande. Il est situé sur la route R417, dans la vallée de la  Barrow, à 4 km au nord d'Athy.
Rheban Castle se trouve à l'ouest. Au recensement de 2016, le village comptait 400 habitants.